# Средний Руял
Средний Руял (мар. Руял почиҥга) — деревня в Мари-Турекском районе Республики Марий Эл. Входит в состав Косолаповского сельского поселения.

## География
Находится в восточной части республики Марий Эл на расстоянии приблизительно 25 км по прямой на север от районного центра посёлка Мари-Турек.

## История
Деревня в XIX веке отделилась от Большого Руяла и называлась Семен починга. Другое название — Покшым. В 1905 году в деревне было 18 дворов, 66 жителей, в 1925 году проживало 100 человек, в том числе 97 мари и 3 русских, в 1933 году 142 жителя, в 1960 году 67 человек, в 1979 58 человек. В 2000 году в деревне насчитывалось 8 дворов. В советское время работали колхозы «Шемер» («Трудящийся»), «Патыр», совхозы «1 Мая» и «Октябрьский»
.

## Население
Население составляло 38 человек (мари 100 %) в 2002 году, 36 в 2010.